# 石生村 (岡山県)
石生村（いわぶそん）は、岡山県赤磐郡にあった村。
5村（田原上村、田原下村、本村、元恩寺村、原村）の合併により誕生した。

## 名前の由来
和気町近辺を見ると、ゴツゴツした山がよく見られる。このあたりは岩山で、石が生まれるという意味でこの名になった。
かつて石生村が属していた磐梨郡も、古くは「石生郡」とも表記された。

## 歴史
※出典
- 1889年（明治22年）4月1日 - 町村制施行に伴い磐梨郡田原上村、田原下村、原村、本村が合併して石生村が発足。
- 1900年（明治33年）4月1日 - 郡制施行に伴い磐梨郡が赤坂郡と合併し、赤磐郡となる。
- 1906年（明治39年） - 田原小学校閉校。
- 1908年（明治41年） - 石生小学校開校。
- 1921年（大正10年） 電灯がつく。
- 1953年（昭和28年） - 新設合併のため和気郡和気町となり消滅。

## 現在の様子

### 教育
- 環太平洋大学和気ベースボールクラブ
- 石生幼稚園(閉園)
- 旧村近くを通る県道。現在ではこのあたりが市街地になっている。石生小学校(閉校)

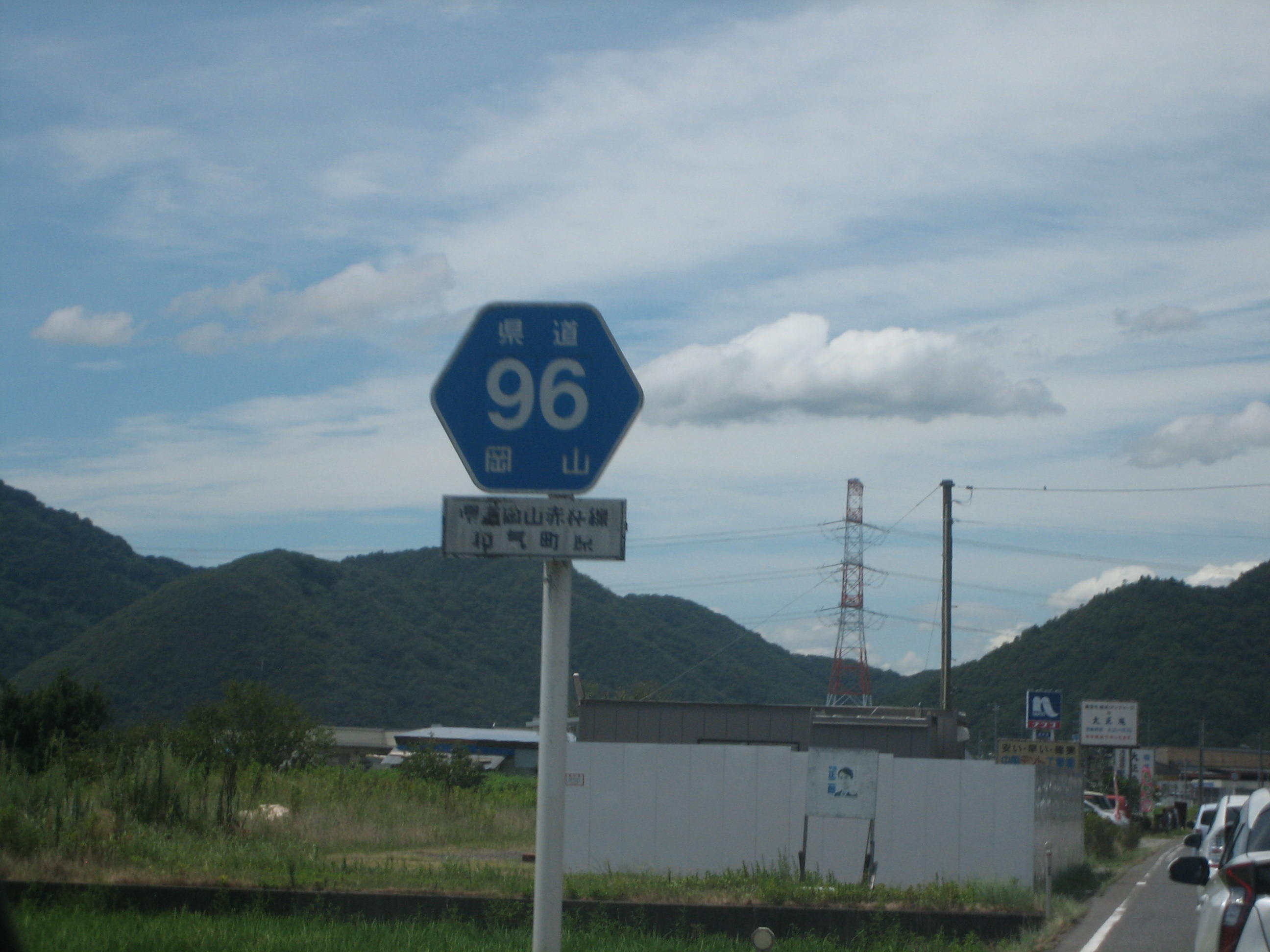
旧村近くを通る県道。現在ではこのあたりが市街地になっている。

- 学区幼稚園：和気にこにこ園、小学校：和気小学校になる。

### 交通
主要地方道
- 岡山県道96号岡山・赤穂線

一般県道
- 岡山県道417号和気吉井線

### 川
- 吉井川
- 西山川

### 商業
- ホームプラザナフコ 和気店
- ローソン 和気町石生店
- ボートレースチケットショップ 岡山わけ
- エネオス 和気インターSS